# ドゥハーン油田

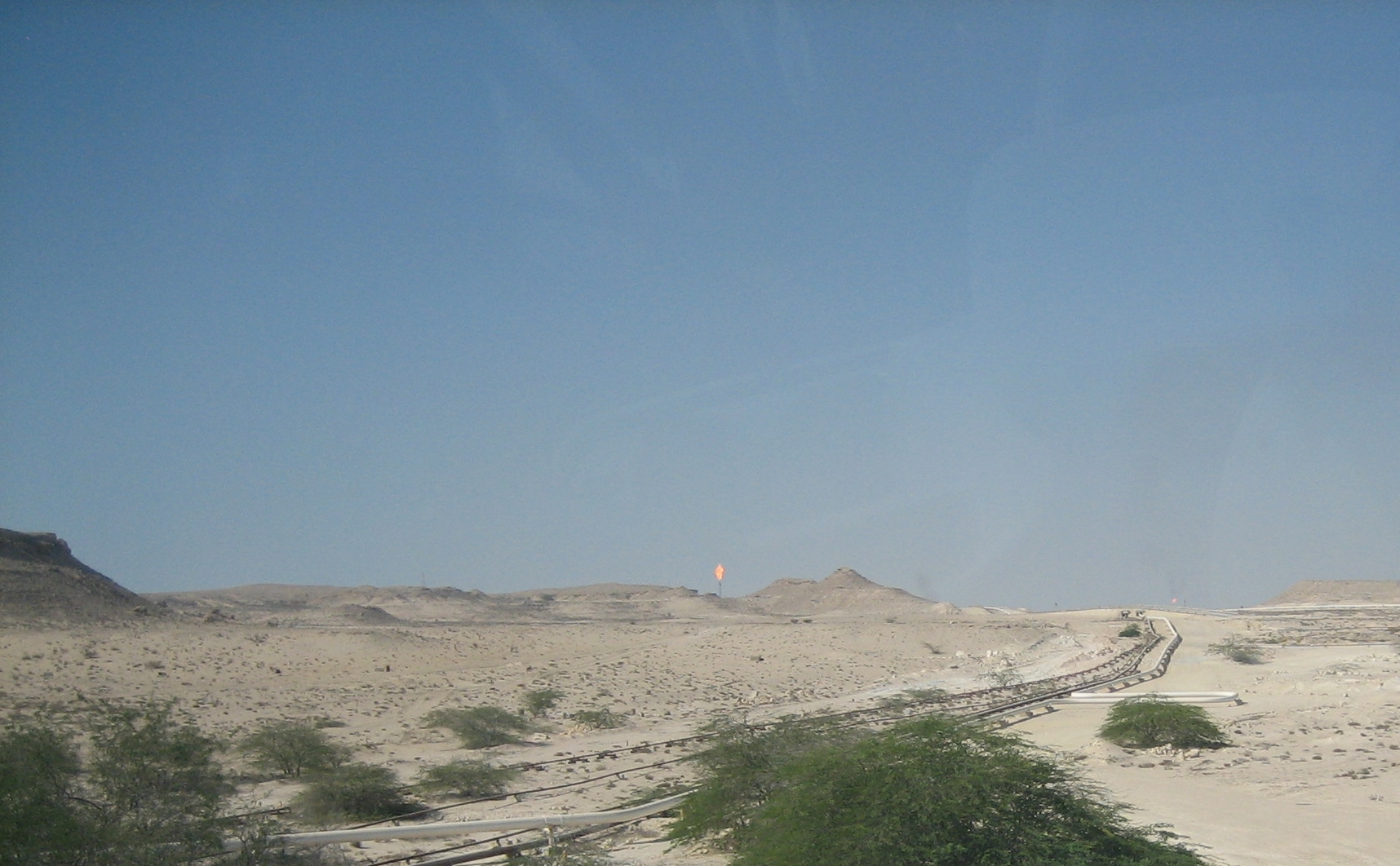
ドゥハーン油田の油井からのパイプライン。遠景には、石油精製施設から上がるガスの炎が見える。

ドゥハーン油田（ドゥハーンゆでん、英語: Dukhan Field、アラビア語: حقل دخان）は、カタールのドゥハーンから80km ほどの一帯に広がる大規模な油田。最初の油井は、1939年から1940年にかけて掘削され、ドゥハーンから最初に石油が輸出されたのは1949年12月31日であった。この油田では、最大で日産 335,000バレル (53,300 m3)の原油を産出できる施設が整えられている。

## 概要
陸地にあるオンショアのドゥハーン油田は、カタール半島の西海岸に沿って広がっており、カタールにおいて最大の生産量をもつ油田である。この油田は概ね70キロメートル (43 mi)の長さ、幅は4キロメートル (2.5 mi)から6キロメートル (3.7 mi)ほどの範囲に広がっている。この油田には、4つの油層があり、ハティーヤ (Khatiyah)、ファハヒール (Fahahil)、ジェレーハ/ディヤーブ (Jaleha/Diyab) の3つは石油層であるが、残りのひとつは（随伴ガスではない）構造性ガスの層である。石油とガスは、ハティーヤ・ノース (Khatiyah North)、ハティーヤ・メイン (Khatiyah Main)、ファハヒール・メイン  (Fahahil Main)、ジェレーハ (Jaleha) にある4つのデガッシング・ステーションで処理される。安定化した原油は、パイプラインによってメサイエードの港へと運ばれる。

## 歴史
ドゥハーン背斜で掘削が始まったのは1938年であり、1939年には最初の油井が、カタール層の第3石灰岩層から掘り当てられた。開発は、第二次世界大戦のために1942年に一時的に中断されたが、1947年に再開された。1949年には、アラブ層にあるジュラ紀後期のアラブC層、アラブD層からふたつの油層が発見された。1953年3月28日、アラブD層の掘削作業中にDK35号油井が大爆発する火災を起こした。

## 地質
ドゥハーン油田は、カタールの西海岸と平行するように褶曲の襞が北北西から南南東へと走るドゥハーン背斜に位置している。ドゥハーン背斜は、近傍の褶曲の多くに比べて、細長い構造をもち、一定の急峻さがある点が特徴となっている。これを踏まえて一部の地質学者たちは、この背斜の形成過程に、深層にある塩の運動が関係していると考えている。この背斜の閉輪郭の上に全長およそ 80 km にわたって伸びている。背斜の南端には、ナフシュ山が位置している。
ドゥハーン背斜は、その極端な褶曲の長さが特徴であり、北部は南部よりも著しい褶曲を見せている。背斜の精密な地図作りは、1948年から1949年に実施された。